# Alto Palo Colorado
Alto Palo Colorado es un caserío peruano ubicado en el distrito de Yamango, perteneciente a la provincia de Morropón del departamento de Piura, al norte del Perú. 

## Ubicación
Alto Palo Colorado se ubica al noreste de la provincia de Morropón, en el distrito de Yamango, en el departamento de Piura. 

## Demografía
En 2017 Alto Palo Colorado tenía una población de 49 habitantes.